# Periclimenaeus bouvieri
Periclimenaeus bouvieri är en kräftdjursart som först beskrevs av Giuseppe Nobili 1904.  Periclimenaeus bouvieri ingår i släktet Periclimenaeus och familjen Palaemonidae. Inga underarter finns listade i Catalogue of Life.